# National Academy of Recording Arts and Sciences

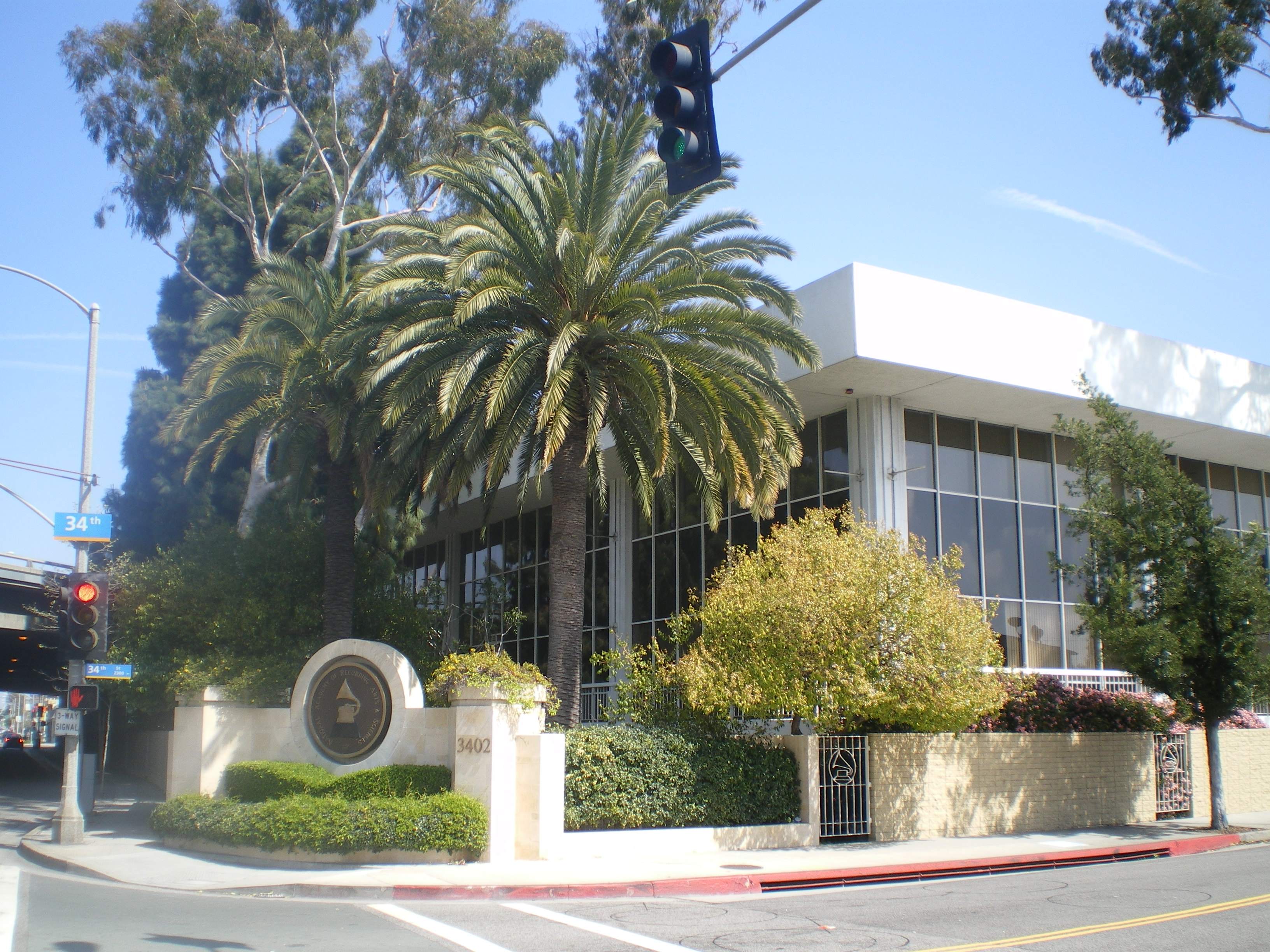
Dawna siedziba główna NARAS w Santa Monica w Kalifornii

The National Academy of Recording Arts and Sciences (skr. NARAS; także The Recording Academy; tłum. Narodowa Akademia Sztuk i Nauk Nagraniowych lub Akademia Nagrań) – organizacja z USA zrzeszająca artystów, producentów muzycznych, inżynierów dźwięku i inne osoby zawodowo związane z przemysłem muzycznym. Celem Akademii jest podnoszenie statusu kulturowego muzyki oraz jakości życia jej twórców i wykonawców. Została założona w 1957 roku. Międzynarodowo znana m.in. dzięki przyznawaniu Nagrody Grammy.
Adres Akademii: Santa Monica, 3030 Olympic Boulevard, Kalifornia, Stany Zjednoczone Ameryki

## WWW
- https://recordingacademy.com